# Paris-Nice 1953
Paris-Nice 1953 est la 11e édition de la course cycliste Paris-Nice. La course a lieu entre le 12 et le 15 mars 1953. La victoire revient au coureur français Jean-Pierre Munch, de l'équipe Arliguie, devant ses compatriotes Roger Walkowiak (Pschitt) et Roger Bertaz (Auvergne).

## Participants
Dans cette édition de Paris-Nice, 64 coureurs participent divisés en 6 équipes de marques : Stella, La Perle, Bertin, Colomb, Arliguie et Royal-Fabric, l'équipe régionale d'Auvergne, l'équipe amateur Route de France et une équipe mixte nommée Pschitt.

## Étapes
| Étapes                | Date    | Villes étapes                       | Km  | Vainqueur d’étape | Leader du classement général |
| --------------------- | ------- | ----------------------------------- | --- | ----------------- | ---------------------------- |
| 1re étape             | 12 mars | Paris-Bourbon-l'Archambault         | 291 | Roger Bertaz      | Roger Bertaz                 |
| 2e étape              | 13 mars | Bourbon-l'Archambault-Saint-Étienne | 218 | Albert Platel     | Albert Platel                |
| 3e étape, 1er secteur | 14 mars | Saint-Étienne-Vergèze               | 216 | Valère Ollivier   | Albert Platel                |
| 3e étape, 2e secteur  | 14 mars | Vergèze-Avignon                     | 64  | Jean-Pierre Munch | Albert Platel                |
| 4e étape              | 15 mars | Avignon-Nice                        | 305 | Jean-Pierre Munch | Jean-Pierre Munch            |

## Résultats des étapes

### 1reétape
12-03-1953. Paris-Bourbon-l'Archambault, 291 km.
|   | Cycliste          | Équipe   | Temps           |
| - | ----------------- | -------- | --------------- |
| 1 | Roger Bertaz      | Auvergne | 7 h 51 min 53 s |
| 2 | Maurice Blomme    | Bertin   | m.t.            |
| 3 | Jean-Pierre Munch | Arliguie | m.t.            |

### 2eétape
13-03-1953. Bourbon-l'Archambault-Saint-Étienne, 218 km.
|   | Cycliste              | Équipe   | Temps           |
| - | --------------------- | -------- | --------------- |
| 1 | Albert Platel         | Bertin   | 5 h 17 min 33 s |
| 2 | Jacques Labertonnière | Arliguie | + 49 s          |
| 3 | André Geneste         | Bertin   | m.t.            |

### 3eétape,1ersecteur
14-03-1953. Saint-Étienne-Vergèze, 216 km.
|   | Cycliste        | Équipe   | Temps           |
| - | --------------- | -------- | --------------- |
| 1 | Valère Ollivier | Bertin   | 6 h 46 min 49 s |
| 2 | Roger Bertaz    | Auvergne | m.t.            |
| 3 | Roger Walkowiak | Pschitt  | m.t.            |

### 3eétape,2esecteur
14-03-1953. Vergèze-Avignon, 64 km.
|   | Cycliste          | Équipe   | Temps           |
| - | ----------------- | -------- | --------------- |
| 1 | Jean-Pierre Munch | Arliguie | 1 h 57 min 56 s |
| 2 | Jean Baldassari   | La Perle | m.t.            |
| 3 | Roger Walkowiak   | Pschitt  | m.t.            |

### 4eétape
15-03-1953. Avignon-Nice, 305 km.
|   | Cycliste          | Équipe       | Temps           |
| - | ----------------- | ------------ | --------------- |
| 1 | Jean-Pierre Munch | Arliguie     | 9 h 52 min 03 s |
| 2 | Marcel Guitard    | Royal-Fabric | + 2 min 45 s    |
| 3 | Jean Robic        | Colomb       | + 4 min 09 s    |

## Classements finals

### Classement général
|    | Cycliste          | Équipe       | Temps            |
| -- | ----------------- | ------------ | ---------------- |
| 1  | Jean-Pierre Munch | Arliguie     | 32 h 28 min 33 s |
| 2  | Roger Walkowiak   | Pschitt      | + 3 min 18 s     |
| 3  | Roger Bertaz      | Auvergne     | + 3 min 21 s     |
| 4  | Maurice Blomme    | Bertin       | + 4 min 46 s     |
| 5  | Marcel Guitard    | Royal-Fabric | + 6 min 09 s     |
| 6  | Ugo Anzile        | Pschitt      | + 6 min 11 s     |
| 7  | Jean Bobet        | Stella       | + 6 min 38 s     |
| 8  | Jean Robic        | Colomb       | + 7 min 00 s     |
| 9  | Roger Decock      | Bertin       | + 7 min 56 s     |
| 10 | Marcel Huber      | La Perle     | + 10 min 07 s    |